# Fondi
Fondi är en ort och kommun i provinsen Latina i regionen Lazio i Italien. Kommunen hade 39 826 invånare (2018).